# Atletismo nos Jogos Olímpicos de Verão de 2024 - 400 m masculino

Vídeo Oficial

A competição dos 400 metros masculino do atletismo nos Jogos Olímpicos de Verão de 2024 ocorreu entre 4 e 7 de agosto de 2024 no Stade de France, em Paris. Esta foi a 30ª vez que os 400 metros masculinos foram disputados nas Olimpíadas.
A final masculina de 2024 foi a corrida de 400 metros mais rápida da história olímpica: cinco dos oito atletas correram abaixo de 44 segundos, com esses cinco tempos classificados entre os 15 melhores tempos olímpicos.

## Resumo
Medalhista de ouro na última Olimpíada e campeão mundial em 2019 e terceiro colocado em 2023, Steven Gardiner veio para Paris para tentar o bicampeonato olímpico. Anthony Zambrano, medalhista de prata em Tóquio, não apresentou bons resultados após as Olimpíadas. Kirani James, que havia sido medalhista do ouro em Londres, prata no Rio e bronze em Tóquio, também se apresentava como um dos nomes fortes da prova. Campeão mundial em 2022, Michael Norman não chegou nem disputar o mundial do ano seguinte por causa de uma lesão. Campeão em 2023, Antonio Watson, não conseguiu a vaga para Paris nas seletivas jamaicanas. O terceiro colocado desse último mundial, Quincy Hall, era um dos nomes cotados para o pódio. O melhor tempo da temporada era do britânico Matthew Hudson-Smith, medalhista de bronze no mundial de 2022, com 43s74.
O recordista mundial Wayde van Niekerk buscava recuperação após uma grave lesão em 2017, mas em vez disso optou por correr 200 metros. Matthew Hudson-Smith, Michael Norman, Muzala Samukonga, Quincy Hall, Kirani James e Charlie Dobson passaram em primeiro em suas baterias na primeira rodada. Zambrano não se classificou para as semifinais, ficando em sétimo em sua bateria. Lesioado, Steven Gardiner não correu.
Na repescagem, Elián Larregina, Lythe Pillay, Zakithi Nene e Ammar Ibrahim venceram suas baterias e se classificaram para as semifinais. Leungo Scotch e Cheikh Tidiane Diouf passaram para as semifinais por terem os melhores tempos dos que não venceram. Nenhum deles conseguiu avançar para as finais. Kirani James venceu sua semifinal com o tempo de 43s78, sendo pressionado pelo campeão dos Jogos da Commonwealth Muzala Samukonga. Com um tempo de 43s95, Quincy Hall venceu sua semifinal, com Jereem Richards em segundo. Na última semifinal, Matthew Hudson-Smith foi o mais rápido com 44s07, seguido por Michael Norman. Christopher Bailey e Samuel Ogazi quebraram seus recordes pessoais e passaram para final por causa do tempo.
Nas raias internas da final, Norman e James largaram mais rápido. Na reta final, na parte externa Jereem Richards acelerou para assumir a liderança, seguido por James, Hudson-Smith e Samukonga. Indo para a curva, Hall ultrapassou Norman para o quinto lugar. Saindo da curva, Hudson-Smith assumiu a liderança um pouco à frente de Richards e James.
Hall ultrapassou Samukonga e passou para o quarto lugar. Na reta final, com os três líderes mantendo as mesmas posições, tentando chegar ao final. Com a cabeça balançando e os braços se movimentando, Hall estava avançando mais rápido do que todos, com Samukonga logo atrás.
Pouco antes da linha, Hall ultrapassou os três primeiros para cruzar a linha na frente e garantir o ouro. Hudson-Smith, que liderava com folga, acabou em segundo. Samukonga ultrapassou James e Richards para conquistar o bronze.

## Histórico
Os 400 metros masculino estão presentes no programa de atletismo olímpico desde a edição inaugural em 1896. O atual campeão olímpico era Steven Gardiner das Bahamas.
| Tipo                | Atleta                     | Tempo (s) | Local                  | Data                 |
| ------------------- | -------------------------- | --------- | ---------------------- | -------------------- |
| Recorde mundial     | Wayde van Niekerk (RSA)    | 43,03     | Rio de Janeiro, Brasil | 14 de agosto de 2016 |
| Recorde olímpico    | Wayde van Niekerk (RSA)    | 43,03     | Rio de Janeiro, Brasil | 14 de agosto de 2016 |
| Melhor marca do ano | Matthew Hudson-Smith (GBR) | 43,74     | Londres, Reino Unido   | 20 de julho de 2024  |

| Área                               | Atleta                     | Tempo (s) |
| ---------------------------------- | -------------------------- | --------- |
| África                             | Wayde van Niekerk (RSA)    | 43,03     |
| Ásia                               | Yousef Masrahi (KSA)       | 43,93     |
| Europa                             | Matthew Hudson-Smith (GBR) | 43,74     |
| América do Norte, Central e Caribe | Michael Johnson (USA)      | 43,18     |
| Oceania                            | Darren Clark (AUS)         | 44,38     |
| América do Sul                     | Anthony Zambrano (COL)     | 43,93     |

## Qualificação
Para o evento masculino de 400 metros, o período de qualificação é entre 1º de julho de 2023 e 30 de junho de 2024. Até 48 atletas poderiam se classificar para o evento, com um máximo de três atletas por país, caso atingisse o índice olímpico de 45s00 ou pelo Ranking Mundial de Atletismo.

## Resultados

### Primeira rodada
A primeira rodada foi realizada em 4 de agosto, começando às 19h05 (UTC+2). Para avançar para as semifinais na primeira rodada, era necessário ficar entre os três primeiros em cada bateria (Q). Todos os outros teriam uma segunda chance na repescagem (exceto DNS, DNF, DQ).

#### Bateria 1
| Pos.   | Raia | Atleta                    | CON                | Tempo | Notas |
| ------ | ---- | ------------------------- | ------------------ | ----- | ----- |
| 1      | 6    | Matthew Hudson-Smith      | GBR Grã-Bretanha   | 44,78 | Q     |
| 2      | 3    | Christopher Bailey        | USA Estados Unidos | 44,89 | Q     |
| 3      | 4    | Håvard Bentdal Ingvaldsen | NOR Noruega        | 45,46 | Q     |
| 4      | 7    | Chidi Okezie              | NGR Nigéria        | 45,52 |       |
| 5      | 2    | Kentaro Sato              | JPN Japão          | 45,60 |       |
| 6      | 8    | Oleksandr Pohorilko       | UKR Ucrânia        | 45,71 |       |
| 7      | 5    | Deandre Watkin            | JAM Jamaica        | 45,97 |       |
| Fonte: |      |                           |                    |       |       |

#### Bateria 2
| Pos.   | Raia | Atleta              | CON                   | Tempo | Notas           |
| ------ | ---- | ------------------- | --------------------- | ----- | --------------- |
| 1      | 6    | Michael Norman      | USA Estados Unidos    | 44,10 | Q,              |
| 2      | 9    | Jereem Richards     | TTO Trinidad e Tobago | 44,31 | Q               |
| 3      | 2    | Busang Kebinatshipi | BOT Botsuana          | 44,45 | Q,              |
| 4      | 8    | Ammar Ibrahim       | QAT Catar             | 44,66 | Recorde pessoal |
| 5      | 5    | Sean Bailey         | JAM Jamaica           | 44,68 |                 |
| 6      | 4    | Attila Molnár       | HUN Hungria           | 45,24 |                 |
| 7      | 7    | Anthony Zambrano    | COL Colômbia          | 45,49 |                 |
| 8      | 3    | Michael Joseph      | LCA Santa Lúcia       | 45,69 |                 |
| Fonte: |      |                     |                       |       |                 |

#### Bateria 3
| Pos.   | Raia | Atleta               | CON               | Tempo | Notas |
| ------ | ---- | -------------------- | ----------------- | ----- | ----- |
| 1      | 3    | Muzala Samukonga     | ZAM Zâmbia        | 44,56 | Q     |
| 2      | 2    | Bayapo Ndori         | BOT Botsuana      | 44,87 | Q     |
| 3      | 8    | Luca Sito            | ITA Itália        | 44,99 | Q     |
| 4      | 5    | Jean Paul Bredau     | GER Alemanha      | 45,07 |       |
| 5      | 7    | Dylan Borlée         | BEL Bélgica       | 45,36 |       |
| 6      | 9    | Yuki Joseph Nakajima | JPN Japão         | 45,37 |       |
| 7      | 6    | Lythe Pillay         | RSA África do Sul | 45,60 |       |
| 8      | 4    | Matěj Krsek          | CZE Chéquia       | 45,71 |       |
| Fonte: |      |                      |                   |       |       |

#### Bateria 4
| Pos.   | Raia | Atleta           | CON                      | Tempo | Notas                |
| ------ | ---- | ---------------- | ------------------------ | ----- | -------------------- |
| 1      | 7    | Quincy Hall      | USA Estados Unidos       | 44,28 | Q                    |
| 2      | 5    | Samuel Ogazi     | NGR Nigéria              | 44,50 | Q,                   |
| 3      | 6    | Reece Holder     | AUS Austrália            | 44,53 | Q,                   |
| 4      | 8    | Jonathan Sacoor  | BEL Bélgica              | 45,08 |                      |
| 5      | 2    | Alexander Ogando | DOM República Dominicana | 45,11 | Recorde da temporada |
| 6      | 3    | Elián Larregina  | ARG Argentina            | 47,80 |                      |
| —      | 4    | Steven Gardiner  | BAH Bahamas              | DNS   |                      |
| Fonte: |      |                  |                          |       |                      |

#### Bateria 5
| Pos.   | Raia | Atleta                       | CON               | Tempo | Notas |
| ------ | ---- | ---------------------------- | ----------------- | ----- | ----- |
| 1      | 6    | Kirani James                 | GRN Granada       | 44,78 | Q     |
| 2      | 8    | Christopher Morales Williams | CAN Canadá        | 44,96 | Q     |
| 3      | 9    | Aruna Darshana               | SRI Sri Lanka     | 44,99 | Q,    |
| 4      | 4    | Zakithi Nene                 | RSA África do Sul | 45,01 |       |
| 5      | 7    | Leungo Scotch                | BOT Botsuana      | 45,28 |       |
| 6      | 3    | Lionel Spitz                 | SUI Suíça         | 45,81 |       |
| 7      | 5    | Lucas Carvalho               | BRA Brasil        | 45,85 |       |
| 8      | 2    | Davide Re                    | ITA Itália        | 46,74 |       |
| Fonte: |      |                              |                   |       |       |

#### Bateria 6
| Pos.   | Raia | Atleta               | CON              | Tempo | Notas                |
| ------ | ---- | -------------------- | ---------------- | ----- | -------------------- |
| 1      | 5    | Charlie Dobson       | GBR Grã-Bretanha | 44,96 | Q                    |
| 2      | 7    | Alexander Doom       | BEL Bélgica      | 45,01 | Q                    |
| 3      | 3    | Jevaughn Powell      | JAM Jamaica      | 45,12 | Q                    |
| 4      | 9    | João Coelho          | POR Portugal     | 45,35 | Recorde da temporada |
| 5      | 2    | Cheikh Tidiane Diouf | SEN Senegal      | 45,59 |                      |
| 6      | 8    | Fuga Sato            | JPN Japão        | 46,13 |                      |
| 7      | 4    | Gilles Biron         | FRA França       | 46,19 |                      |
| —      | 6    | Zablon Ekwam         | KEN Quênia       | DNF   |                      |
| Fonte: |      |                      |                  |       |                      |

### Repescagem
A repescagem foi realizada em 5 de agosto, começando às 11:20 (UTC+2). O primeiro de cada bateria (Q) e os dois mais rápidos (q) que não venceram suas baterias avançariam para as semifinais.

#### Bateria 1
| Pos.   | Raia | Atleta          | CON           | Tempo | Notas |
| ------ | ---- | --------------- | ------------- | ----- | ----- |
| 1      | 4    | Elián Larregina | ARG Argentina | 45,36 | Q     |
| 2      | 8    | Gilles Biron    | FRA França    | 45,87 |       |
| 3      | 3    | Lucas Carvalho  | BRA Brasil    | 46,24 |       |
| —      | 7    | Davide Re       | ITA Itália    | DNS   |       |
| —      | 2    | Jonathan Sacoor | BEL Bélgica   | DNS   |       |
| —      | 6    | Fuga Sato       | JPN Japão     | DNS   |       |
| —      | 5    | Deandre Watkin  | JAM Jamaica   | DNS   |       |
| Fonte: |      |                 |               |       |       |

#### Bateria 2
| Pos.   | Raia | Atleta               | CON                      | Tempo | Notas           |
| ------ | ---- | -------------------- | ------------------------ | ----- | --------------- |
| 1      | 5    | Lythe Pillay         | RSA África do Sul        | 45,40 | Q               |
| 2      | 7    | Matěj Krsek          | CZE Chéquia              | 45,53 | Recorde pessoal |
| 3      | 3    | Oleksandr Pohorilko  | UKR Ucrânia              | 45,59 |                 |
| 4      | 6    | Michael Joseph       | LCA Santa Lúcia          | 45,64 |                 |
| 5      | 4    | Chidi Okezie         | NGR Nigéria              | 45,92 |                 |
| —      | 2    | Yuki Joseph Nakajima | JPN Japão                | DNS   |                 |
| —      | 8    | Alexander Ogando     | DOM República Dominicana | DNS   |                 |
| Fonte: |      |                      |                          |       |                 |

#### Bateria 3
| Pos.   | Raia | Atleta           | CON               | Tempo | Notas |
| ------ | ---- | ---------------- | ----------------- | ----- | ----- |
| 1      | 4    | Zakithi Nene     | RSA África do Sul | 44,81 | Q     |
| 2      | 6    | Leungo Scotch    | BOT Botsuana      | 45,33 | q     |
| 3      | 3    | Attila Molnár    | HUN Hungria       | 45,45 |       |
| 4      | 5    | Lionel Spitz     | SUI Suíça         | 45,51 |       |
| —      | 8    | Kentaro Sato     | JPN Japão         | DNS   |       |
| —      | 7    | Anthony Zambrano | COL Colômbia      | DNS   |       |
| Fonte: |      |                  |                   |       |       |

#### Bateria 4
| Pos.   | Raia | Atleta               | CON          | Tempo | Notas |
| ------ | ---- | -------------------- | ------------ | ----- | ----- |
| 1      | 3    | Ammar Ibrahim        | QAT Catar    | 44,77 | Q     |
| 2      | 8    | Cheikh Tidiane Diouf | SEN Senegal  | 45,03 | q, =  |
| 3      | 3    | Jean Paul Bredau     | GER Alemanha | 45,40 |       |
| 4      | 7    | Dylan Borlée         | BEL Bélgica  | 45,51 |       |
| 5      | 4    | João Coelho          | POR Portugal | 45,64 |       |
| —      | 5    | Sean Bailey          | JAM Jamaica  | DNF   |       |
| Fonte: |      |                      |              |       |       |

### Semifinais
As semifinais foram realizadas em 6 de agosto, começando às 19:35 (UTC+2). Os dois primeiros em cada bateria (Q) e os dois mais rápidos que não terminaram entre os dois primeiros (q) avançariam para a final.

#### Semifinal 1
| Pos.   | Raia | Atleta                    | CON                   | Tempo   | Notas            |
| ------ | ---- | ------------------------- | --------------------- | ------- | ---------------- |
| 1      | 5    | Quincy Hall               | USA Estados Unidos    | 43,95   | Q                |
| 2      | 7    | Jereem Richards           | TRI Trinidad e Tobago | 44,33   | Q                |
| 3      | 4    | Busang Kebinatshipi       | BOT Botsuana          | 44,43   |                  |
| 4      | 8    | Charlie Dobson            | GBR Grã-Bretanha      | 44,48   | Recorde pessoal  |
| 5      | 3    | Ammar Ibrahim             | QAT Catar             | 44,63   | Recorde pessoal  |
| 6      | 2    | Cheikh Tidiane Diouf      | SEN Senegal           | 44,94   | Recorde nacional |
| 7      | 9    | Håvard Bentdal Ingvaldsen | NOR Noruega           | 45,60   |                  |
| 8      | 6    | Alexander Doom            | BEL Bélgica           | 1:55,10 |                  |
| Fonte: |      |                           |                       |         |                  |

#### Semifinal 2
| Pos.   | Raia | Atleta             | CON                | Tempo | Notas    |
| ------ | ---- | ------------------ | ------------------ | ----- | -------- |
| 1      | 8    | Kirani James       | GRN Granada        | 43,78 | Q,       |
| 2      | 5    | Muzala Samukonga   | ZAM Zâmbia         | 43,81 | Q,       |
| 3      | 6    | Christopher Bailey | USA Estados Unidos | 44,31 | q,       |
| 4      | 7    | Bayapo Ndori       | BOT Botsuana       | 44,43 |          |
| 5      | 9    | Luca Sito          | ITA Itália         | 45,01 |          |
| 6      | 2    | Elián Larregina    | ARG Argentina      | 45,02 |          |
| 7      | 3    | Lythe Pillay       | RSA África do Sul  | 45,24 |          |
| —      | 4    | Aruna Darshana     | SRI Sri Lanka      | DQ    | TR17.2.3 |
| Fonte: |      |                    |                    |       |          |

#### Semifinal 3
| Pos.   | Raia | Atleta                       | CON                | Tempo | Notas |
| ------ | ---- | ---------------------------- | ------------------ | ----- | ----- |
| 1      | 7    | Matthew Hudson-Smith         | GBR Grã-Bretanha   | 44,07 | Q     |
| 2      | 6    | Michael Norman               | USA Estados Unidos | 44,26 | Q     |
| 3      | 5    | Samuel Ogazi                 | NGR Nigéria        | 44,41 | q,    |
| 4      | 9    | Jevaughn Powell              | JAM Jamaica        | 44,91 |       |
| 5      | 4    | Reece Holder                 | AUS Austrália      | 44,94 |       |
| 6      | 3    | Zakithi Nene                 | RSA África do Sul  | 45,06 |       |
| 7      | 2    | Leungo Scotch                | BOT Botsuana       | 45,16 |       |
| 8      | 8    | Christopher Morales Williams | CAN Canadá         | 45,25 |       |
| Fonte: |      |                              |                    |       |       |

### Final
A final foi realizada em 7 de agosto, começando às 21:20 (UTC+2).
| Pos.              | Raia | Atleta               | CON                   | Tempo | Notas            |
| ----------------- | ---- | -------------------- | --------------------- | ----- | ---------------- |
| Medalha de ouro   | 8    | Quincy Hall          | USA Estados Unidos    | 43,40 | ,                |
| Medalha de prata  | 6    | Matthew Hudson-Smith | GBR Grã-Bretanha      | 43,44 | Recorde europeu  |
| Medalha de bronze | 7    | Muzala Samukonga     | ZAM Zâmbia            | 43,74 | Recorde nacional |
| 4                 | 9    | Jereem Richards      | TRI Trinidad e Tobago | 43,78 | Recorde nacional |
| 5                 | 5    | Kirani James         | GRN Granada           | 43,87 |                  |
| 6                 | 2    | Christopher Bailey   | USA Estados Unidos    | 44,58 |                  |
| 7                 | 3    | Samuel Ogazi         | NGR Nigéria           | 44.73 |                  |
| 8                 | 4    | Michael Norman       | USA Estados Unidos    | 45,62 |                  |
| Fonte:            |      |                      |                       |       |                  |

Legenda
| Recorde mundial      | Recorde mundial (World record)               |                       | Recorde africano                      | Recorde africano (African) |                                           | Q | Classificado por posição (Qualified) |
| Recorde olímpico     | Recorde olímpico (Olympic record)            | Recorde da América    | Recorde da América (Americas)         | q                          | Classificado por melhor tempo (Qualified) |   |                                      |
| Melhor marca do ano  | Melhor marca do ano (World leading)          | Recorde asiático      | Recorde asiático (Asian)              | DNS                        | Não largou (Did not start)                |   |                                      |
| Recorde nacional     | Recorde nacional (National record)           | Recorde europeu       | Recorde europeu (European)            | DNF                        | Não terminou (Did not finish)             |   |                                      |
| Recorde pessoal      | Recorde pessoal do atleta (Personal best)    | Recorde da Oceania    | Recorde da Oceania (Oceania)          | DSQ / DQ                   | Desclassificado (Disqualified)            |   |                                      |
| Recorde da temporada | Recorde da temporada do atleta (Season best) | Recorde sul-americano | Recorde sul-americano (South America) | NM                         | Sem marca (No mark)                       |   |                                      |